# Flikken
Flikken (letteralmente: "Sbirri") è una serie televisiva poliziesca belga, ideata da Pierre De Clercq e prodotta dal 1999 al 2009 da MMG Film & TV Production, VRT e TROS. Interpreti principali sono Ludo Hellinx, Mark Tijsmans, Andrea Croonenberghs, Veerle Malschaert, Rebecca Huys, Jo De Meyere, Maarten Bosmans, Kadèr Gürbüz e Cahit Ölmez.
La serie si compone di 10 stagioni, per un totale di 127 episodi, ciascuno della durata di circa 50 minuti.
In Belgio, la serie è trasmessa dall'emittente één. La prima puntata, intitolata "Partners", fu trasmessa per la prima volta il 17 ottobre 1999; l'ultima puntata andò invece in onda in prima TV il 19 aprile 2009.
La serie è trasmessa nei Paesi Bassi dall'emittente TROS con il titolo di Flikken Gent e in Lussemburgo, doppiata in francese, con il titolo di Patrouille 101.

## Descrizione
Protagonista delle vicende è un gruppo di poliziotti in servizio nella città belga di Gand/Gent, nelle Fiandre, che si occupa di risolvere soprattutto casi di piccola criminalità. Personaggi principali sono John Nauwelaerts, Raymond Jacobs e Wilfried Pasmans; altri personaggi sono i fratelli di origine turca Selattin e Mehrabin Ateş.

## Episodi
| Stagione         | Episodi | Prima TV Belgio | Prima TV Italia |
| ---------------- | ------- | --------------- | --------------- |
| Prima stagione   | 13      | 1999-2000       | inedita         |
| Seconda stagione | 13      | 2000-2001       | inedita         |
| Terza stagione   | 13      | 2001            | inedita         |
| Quarta stagione  | 13      | 2002            | inedita         |
| Quinta stagione  | 13      | 2003            | inedita         |
| Sesta stagione   | 13      | 2004            | inedita         |
| Settima stagione | 13      | 2005-2006       | inedita         |
| Ottava stagione  | 13      | 2007            | inedita         |
| Nona stagione    | 13      | 2008            | inedita         |
| Decima stagione  | 10      | 2009            | inedita         |

## Musiche
Le principali canzoni che fanno da colonna sonora alla serie sono Talk to Me, scritta ed interpretata da Ralf Van Brussel e What I Need, interpretata da Sarah.
Le altre musiche originali della serie sono state composte da Fonny De Wulf.

## Produzione e backstage
- La serie è stata girata a Gand[1]

## Premi e riconoscimenti
- 2003: Nomination al Joseph Plateau Award come miglior serie drammatica fiamminga[13]
- 2004: Joseph Plateau Award come miglior serie drammatica fiamminga[13]
- 2004: Nomination al Joseph Plateau Award per Andrea Croonenberghs come miglior attrice della TV fiamminga[13]
- 2004: Nomination al Joseph Plateau Award per Jo De Meyere come miglior attore della TV fiamminga[13]